# ستيف روس (مخرج)
ستيف روس (بالإنجليزية: Steve Ross)‏ هو مخرج أمريكي، ولد في 29 ديسمبر 1949.